# Johann Wilhelm Hertel
Johann Wilhelm Hertel (Eisenach, 9 oktober 1727 - 14 juni 1789) was een Duits componist.  Het grootste deel van zijn werk is onbekend gebleven en alleen in manuscript bewaard.

## Levensloop
Zijn vader, Johann Christian Hertel, was sinds 1733 concertmeester aan de hofkapel van Eisenach, zijn moeder stamde uit de in Weimar vooraanstaande familie Schnauss. Johann Wilhelm ging naar het gymnasium en kreeg zijn eerste klavierlessen van Johann Heinrich Heil, een voormalige leerling van J.S. Bach.
In 1742 verhuisde het gezin naar Neustrelitz, waar zijn vader een betrekking als concertmeester van de hofkapel van Mecklenburg-Strelitz aanvaardde; Johann Wilhelm kreeg er vioollessen van Carl Höck die concertmeester was in Zerbst. In 1744 werd Johann Wilhelm in Neustrelitz als violist en klavecinist aangesteld. Hij was herhaaldelijk in Berlijn en leerde daar de musici van de hofkapel van de Pruisische koning Frederik II kennen: de gebroeders Graun, de familie Benda, C.Ph.E Bach en Johann Joachim Quantz. Hij vervolmaakte zijn vioolstudie bij Franz Benda en kreeg onderricht in compositie van Carl Heinrich Graun.
Toen zijn vader ziek werd nam Hertel in de praktijk vanaf 1751 de leiding van de hofkapel van Neustrelitz over. Na verdere studies in Zerbst en Berlijn verhuisde hij naar Schwerin, waar hij benoemd werd als hof- en kapelcomponist en als clavecinist. Tijdens het bewind van hertog Christiaan Lodewijk II  van Mecklenburg-Schwerin componeerde hij voornamelijk instrumentale muziek, onder zijn opvolger Frederik de Vrome richtte hij zich op geestelijke werken. Hij werkte tussentijds ook als organist in Stralsund. In 1761 trad hij in dienst van prinses Ulrike Sophie, dochter van Christiaan Lodewijk II en regente van het klooster van Rühn.  In 1764 werd hij haar privésecretaris en verbleef enkele jaren in Hamburg waar hij als recensent van het tijdschrift “Unterhaltungen” heeft gewerkt. Daar ontmoette hij ook Georg Philipp Telemann. 
Hertels gezondheid was erg wankel. Er werd hem aangeraden zich zo veel mogelijk in de buitenlucht te ontspannen en het componeren tot een minimum te beperken. Hertel huwde in 1763 met zijn klavierleerlinge Sophie Aemilie Louise von Wumb. Zij scheidden twaalf jaar later. Hertel overleed aan een zenuwziekte.

## Œuvre

### Werken voor orkest

#### Symfonien / Sinfonia's
- Symfonie in G gr.t.
- Symfonie voor 8 pauken en orkest in C gr.t.
- Symfonie voor strijkorkest in A gr.t.
- Symfonie voor strijkorkest in F gr.t.
- Sinfonia voor orkest in D gr.t., 1766
- Sinfonia voor orkest in G gr.t., 1766

#### Concerten
- Concert voor fagot en strijkorkest in a kl.t.
- Concert voor fagot en strijkorkest in Bes gr.t.
- Concert voor fagot, 2 fluiten, 2 hobo's, 2hoorns en strijkorkest in Es gr.t.
- Concert voor harp en strijkorkest in F gr.t.
- Concert voor hobo en strijkorkest in g kl.t.
- Concert voor hobo, trompet en strijkorkest in Es gr.t.
- Concert voor trompet en strijkorkest nr.1 in Es gr.t.
- Concert voor trompet en strijkorkest nr.2 in Es gr.t.
- Concert voor trompet en strijkorkest nr.3 in D gr.t.
- Concert voor trompet, hobo en orkest in Es gr.t.
- Concert voor trompet, 2 hobo's, 2 fagotten en b.c. in D gr.t.
- Concert voor viool en strijkorkest in Bes gr.t.
- Concert voor viool en strijkorkest in d kl.t.
- Concert voor 8 pauken, blazers en strijkers in C gr.t.

### Orgelmuziek
- Orgelsonate nr. 1 in G gr.t.
- Orgelsonate nr. 2 in F gr.t.
- Orgelsonate nr. 3 in d kl.t.
- Orgelsonate nr. 4 in C gr.t
- Orgelsonate nr. 5 in A gr.t
- Orgelsonate nr. 6 in a kl.t
- Partita voor orgel en hobo nr. 1 in D gr.t
- Partita voor orgel en hobo nr. 3

### Kamermuziek
- Trio voor hobo, harp en cello nr.1 in D gr.t.
- Trio voor hobo, harp en cello nr.2 in F gr.t.
- Trio voor hobo, harp en cello nr.3 in G gr.t.

### Vocale muziek
- Der sterbende Heiland

- Bibsys: 90086932
- Biblioteca Nacional de España: XX1368455
- Bibliothèque nationale de France: cb13895171t (data)
- CiNii: DA0684464X
- Gemeinsame Normdatei: 118951688
- International Standard Name Identifier: 0000 0001 0959 5088
- Library of Congress Control Number: n81090588
- Nationale Bibliotheek van Letland: 000050222
- MusicBrainz: f08fb238-17ad-43c7-be2a-7d18f4ea4716
- Nationale Bibliotheek van Tsjechië: xx0023016
- Nationale Bibliotheek van Israël: 987007278546105171
- Nationale Bibliotheek van Polen: a0000001866305
- Nationale en Universitaire bibliotheek Zagreb: 000196901
- Nederlandse Thesaurus van Auteursnamen: 073022705
- Réseau des bibliothèques de Suisse occidentale: 02-A003367531
- LIBRIS: 247463
- SNAC: w63r2hzv
- Système universitaire de documentation: 157337510
- Virtual International Authority File: 22327513
- WorldCat: E39PBJh8HWxBMFt7YJTTjyXfMP